# 53 (tal)
53 (femtiotre) är det naturliga talet som följer 52 och som följs av 54.
- Hexadecimala talsystemet: 35
- Binärt: 110101
- Primtal: det 16:e i ordningen, efter 47 och före 59

## Inom matematiken
- 53 är ett udda tal.
- 53 är ett primtal.
- 53 är ett extraordinärt tal.
- 53 är ett aritmetiskt tal.
- 53 är ett Ulamtal.

## Inom vetenskapen
- Jod, atomnummer 53
- 53 Kalypso, en asteroid
- M53, klotformig stjärnhop i Berenikes hår, Messiers katalog